# 日羅夏治
日罗夏治，古国名，或作日夏罗治。在今印度尼西亚的爪哇岛或其附近，一说指锦石（Gresik）。
日罗夏治靠近爪哇。永乐三年遣其使臣文那打时镇等到南京朝见明成祖并贡方物。日罗夏治国小，人民会种植，没有盗贼。信仰佛教，产出有苏木、胡椒。

## 延伸阅读
[在维基数据编辑]
 《欽定古今圖書集成·方輿彙編·邊裔典·日羅夏治部》，出自陈梦雷《古今圖書集成》
 《明史卷三百二十四》，出自《明史》